# 20.000 Léguas Submarinas (1954)
20,000 Leagues Under the Sea (br/pt: 20.000 Léguas Submarinas)  é um filme dos Estados Unidos de 1954, do gênero ficção científica e aventura, dirigido por Richard Fleischer, com roteiro escrito por Earl Felton e baseado no livro homônimo de Júlio Verne, embora com grande liberdade.

## Enredo
Em 1868 a navegação marítima é ameaçada pelas ações devastadoras do que muitos julgam ser um monstro marinho. A marinha americana envia uma fragata para investigar os incidentes. A bordo encontra-se, entre outros, o arpoador experimentado Ned Land.
Logo no primeiro confronto com o "monstro", o navio afunda e só três homens sobrevivem. São salvos por um submarino, o Nautilus, concebido, construído e comandado pelo Capitão Nemo. O momento alto do filme é o ataque ao submarino por uma lula gigante.

## Elenco
- Kirk Douglas como Ned Land
- James Mason como Capitão Nemo
- Paul Lukas como Prof. Pierre Aronnax
- Peter Lorre como Conseil
- Robert J. Wilke
- Carleton Young
- Ted De Corsia

## Produção
O filme foi produzido pelos Estúdios Disney e foi filmado em CinemaScope.

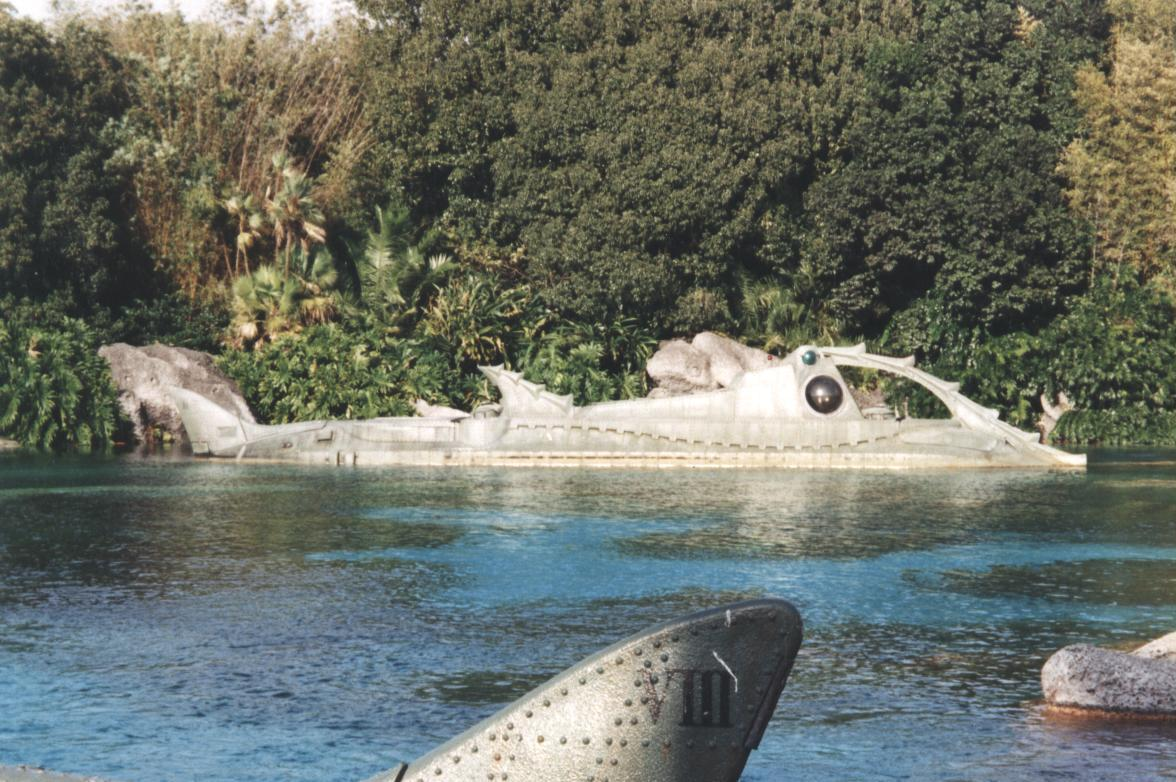
Réplica do Náutilus em um parque da Disney

Harper Goff desenhou o "Nautilus" em estilo vitoriano, e pelo fato de ter sido um dos primeiros filmes em cinemascope, um método ainda não perfeito na época, o que dificultava a filmagem dos modelos do submarino, desenhou-o "deformado".  O modelo, construído propositadamente deformado, assumia a forma correta quando no formato cinemascope. As rochas e outros elementos do cenário também eram deformados.

## Principais prêmios e indicações
Os efeitos especiais de Ralph Hammeras, Ub Iwerks, John Hench e Josh Meador, garantiram um Óscar, o mesmo sucedendo com a direcção artística/cenários de John Meehan e Emile Kuri.